# Parnassiíneos
Parnassiíneos (Parnassiinae) são uma subfamília de borboletas Papilionidae. A subfamília incluem em torno de 50 espécies de médio tamanho, de coloração branca ou amarela. Parnassiinae são borboletas de elevadas altitudes e estão distribuídas pela Ásia, Europa e América do Norte.
As tribos reconhecidas em Parnassiinae são Luehdorfiini, Parnassiini e Zerynthiini.

## Galeria
Subfamília : Parnassiinae.

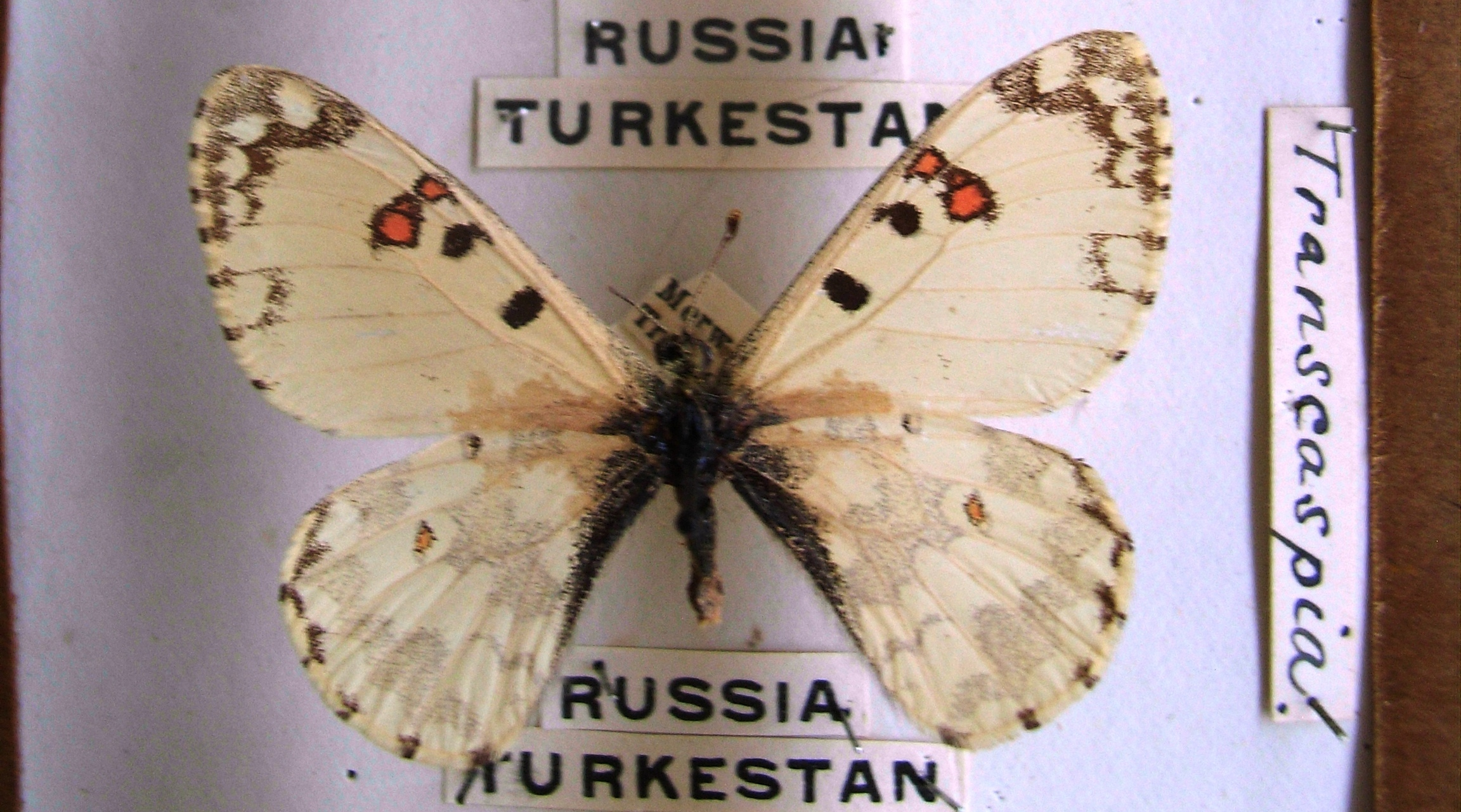
Hypermnestra helios, tribo Parnassiini.
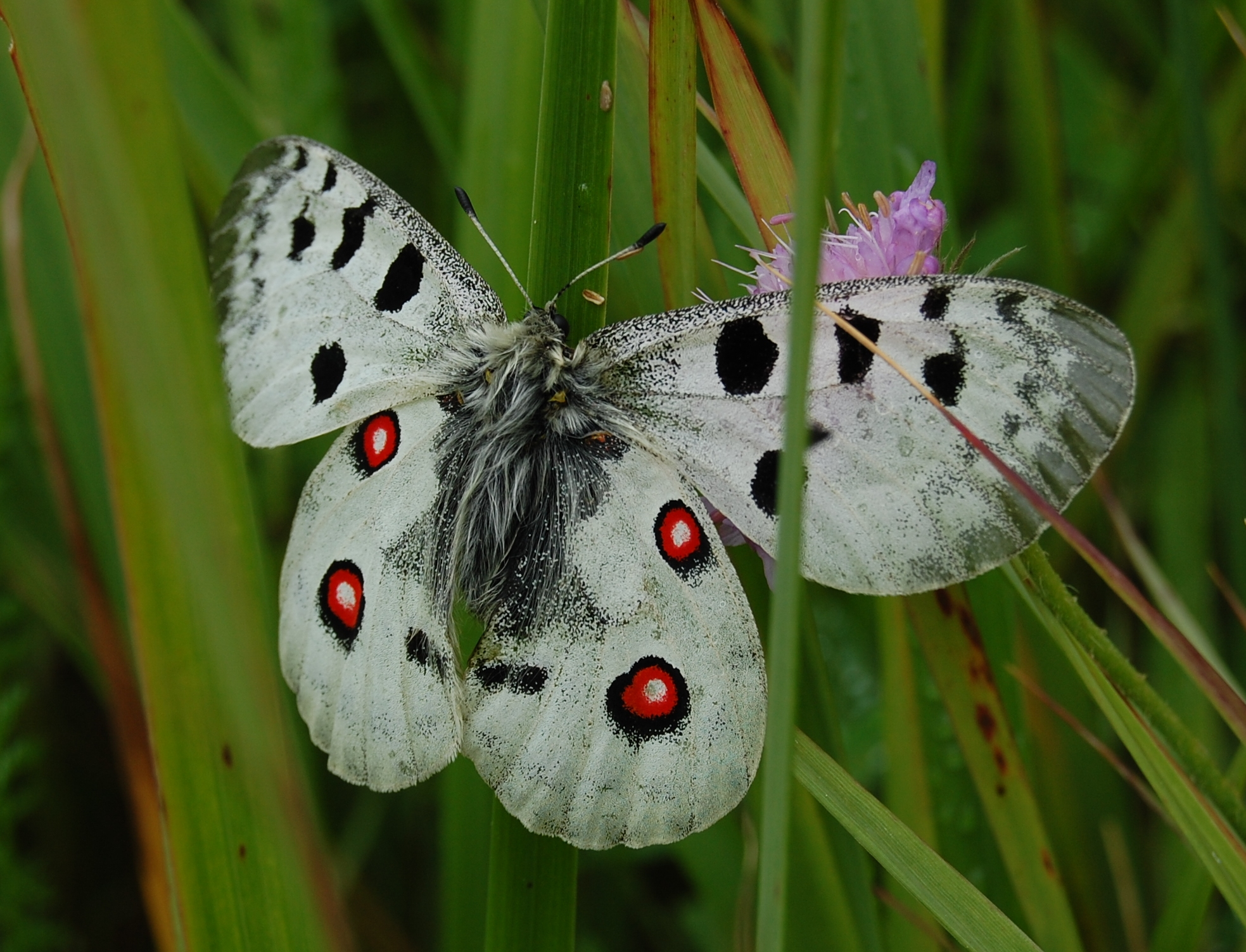
Parnassius apollo tribo Parnassiini.
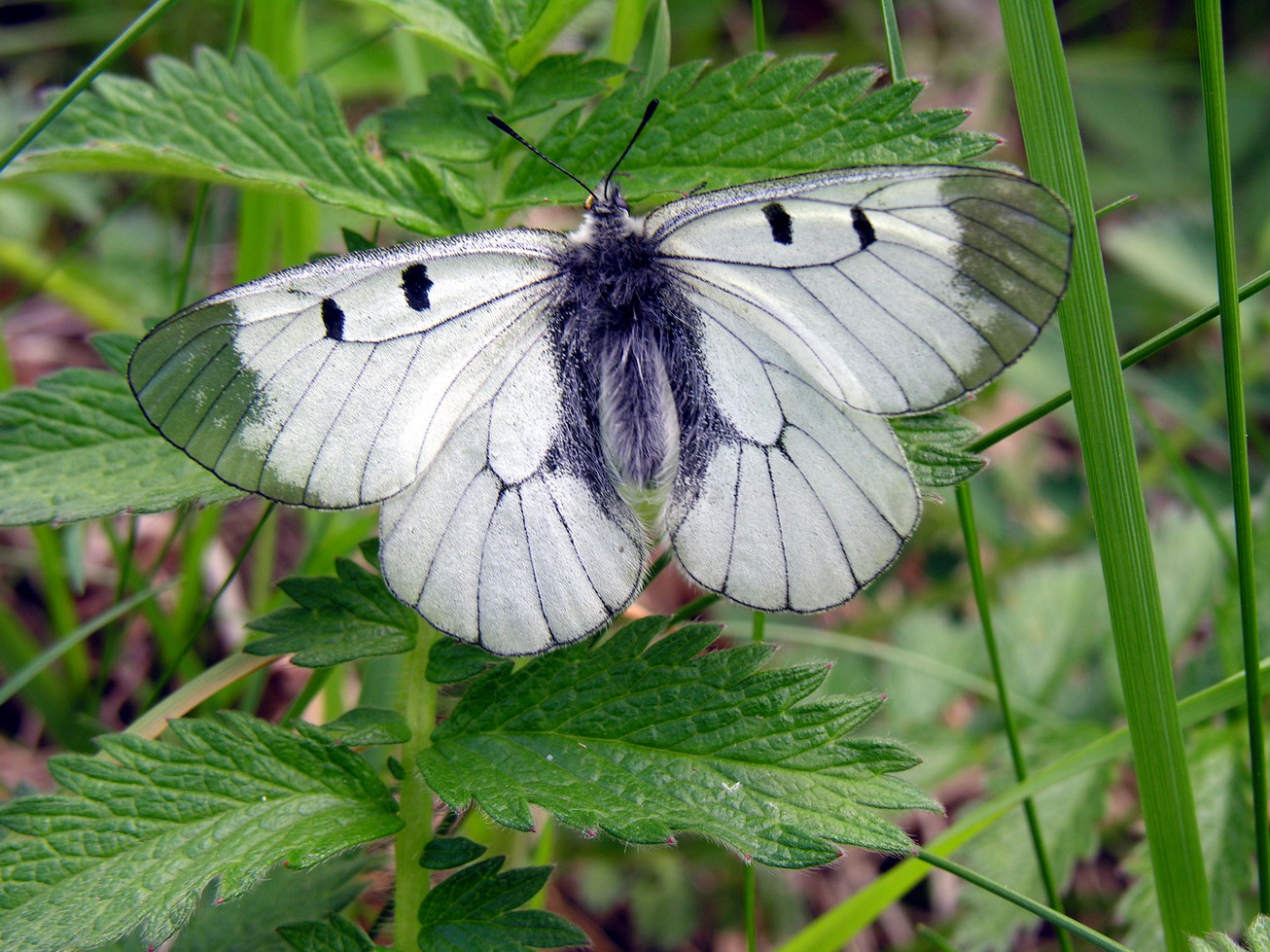
Parnassius mnemosyne tribo Parnassiini.
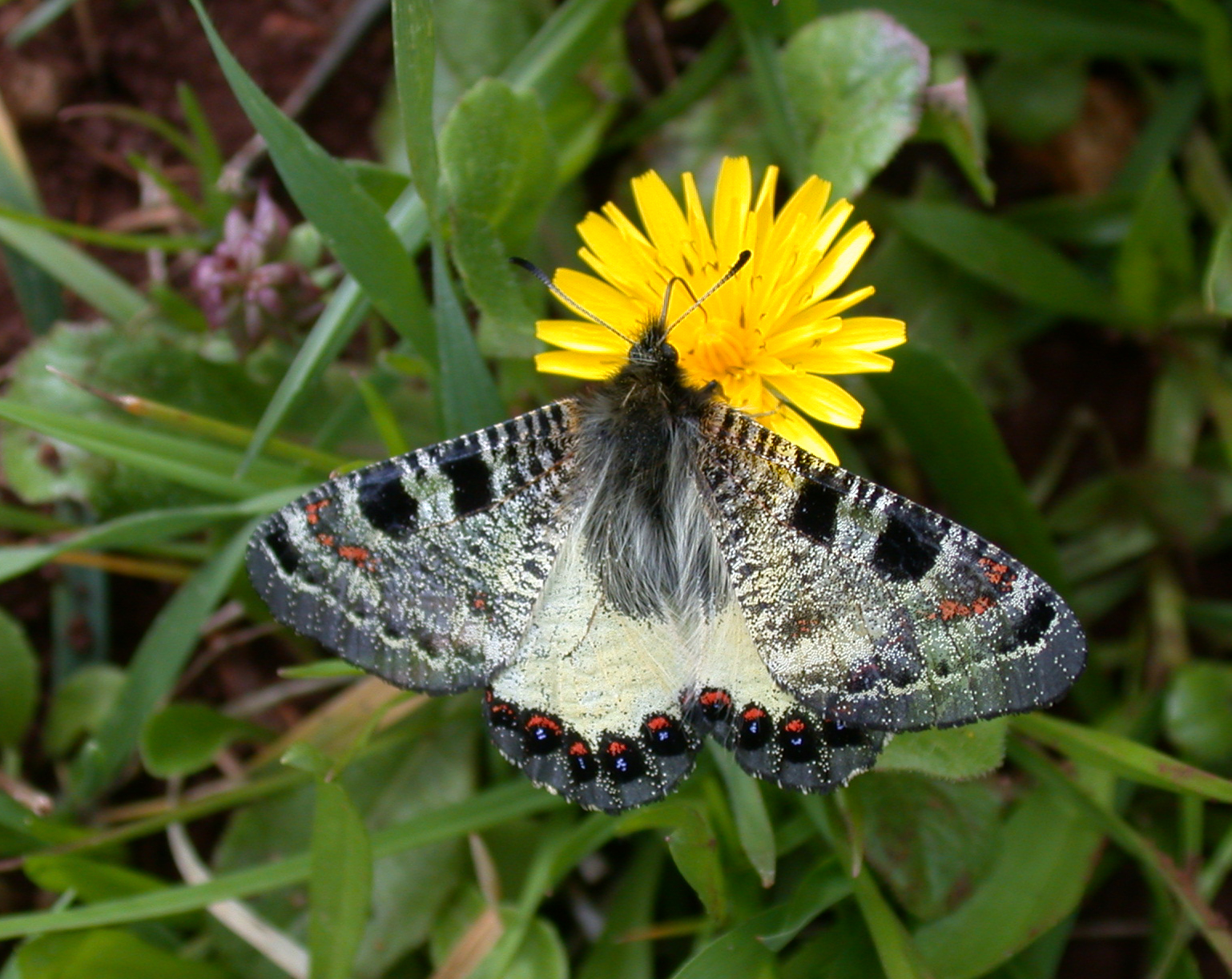
Archon apollinus tribo Luehdorfiini.
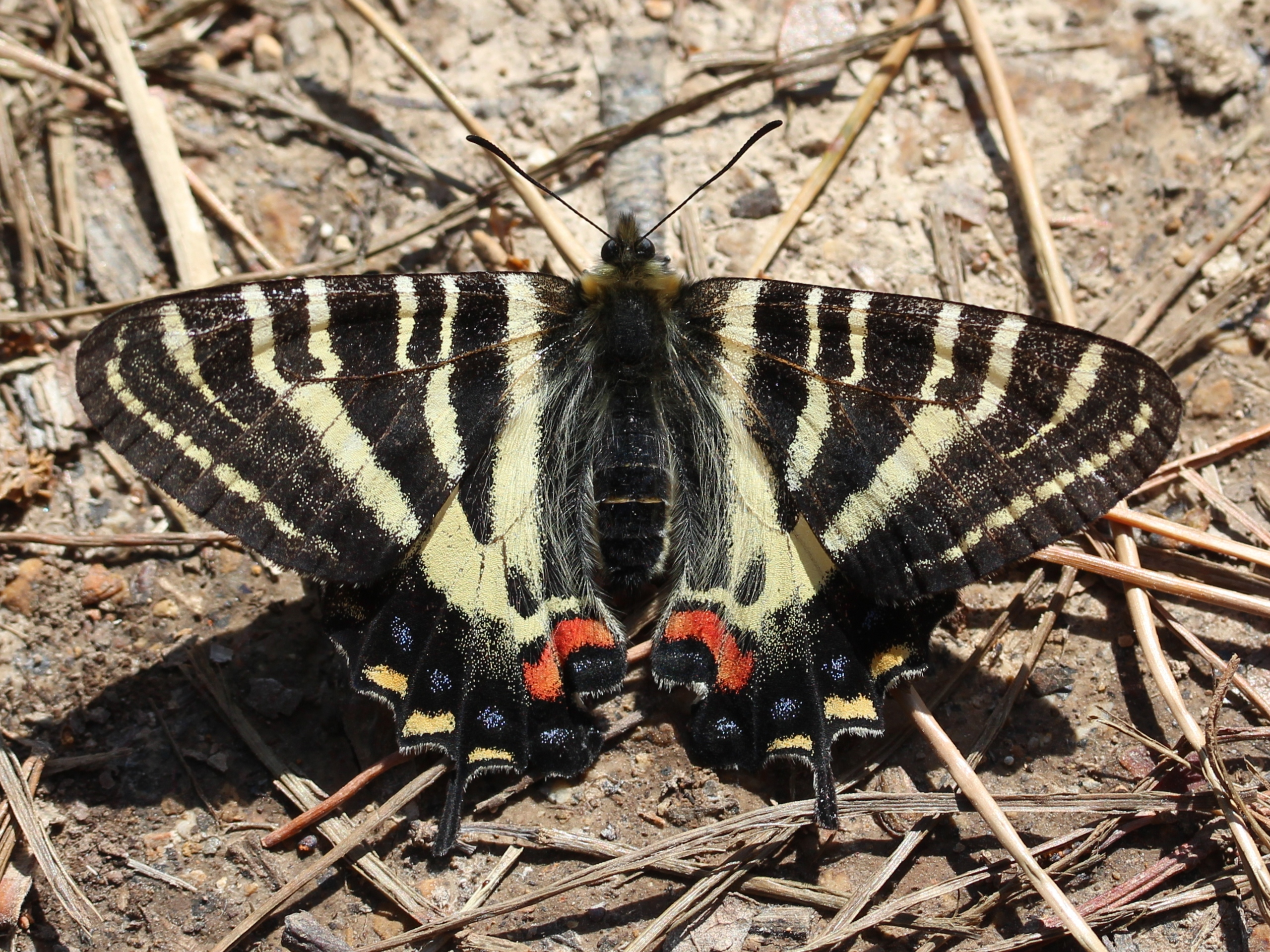
Luehdorfia japonica tribo Luehdorfiini.
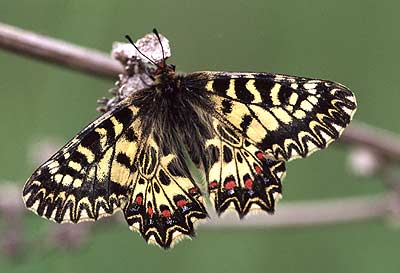
Allancastria polyxena, tribo Zerythiini.
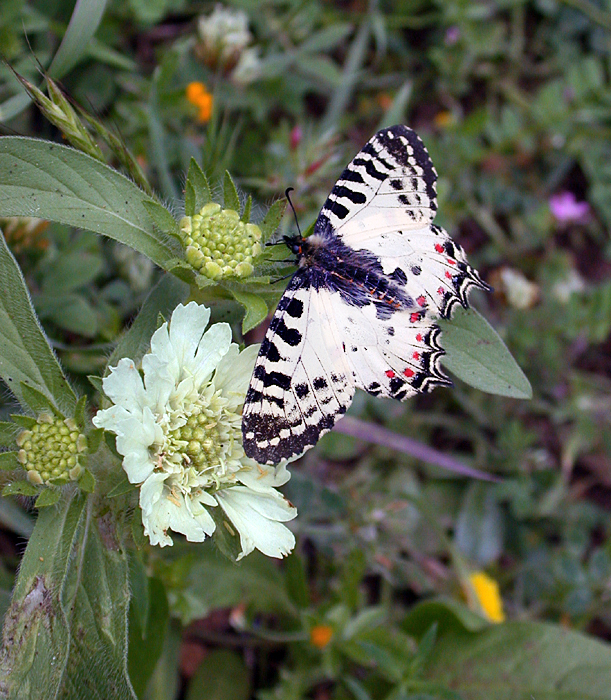
Allancastria cerisyi, tribo Zerythiini.
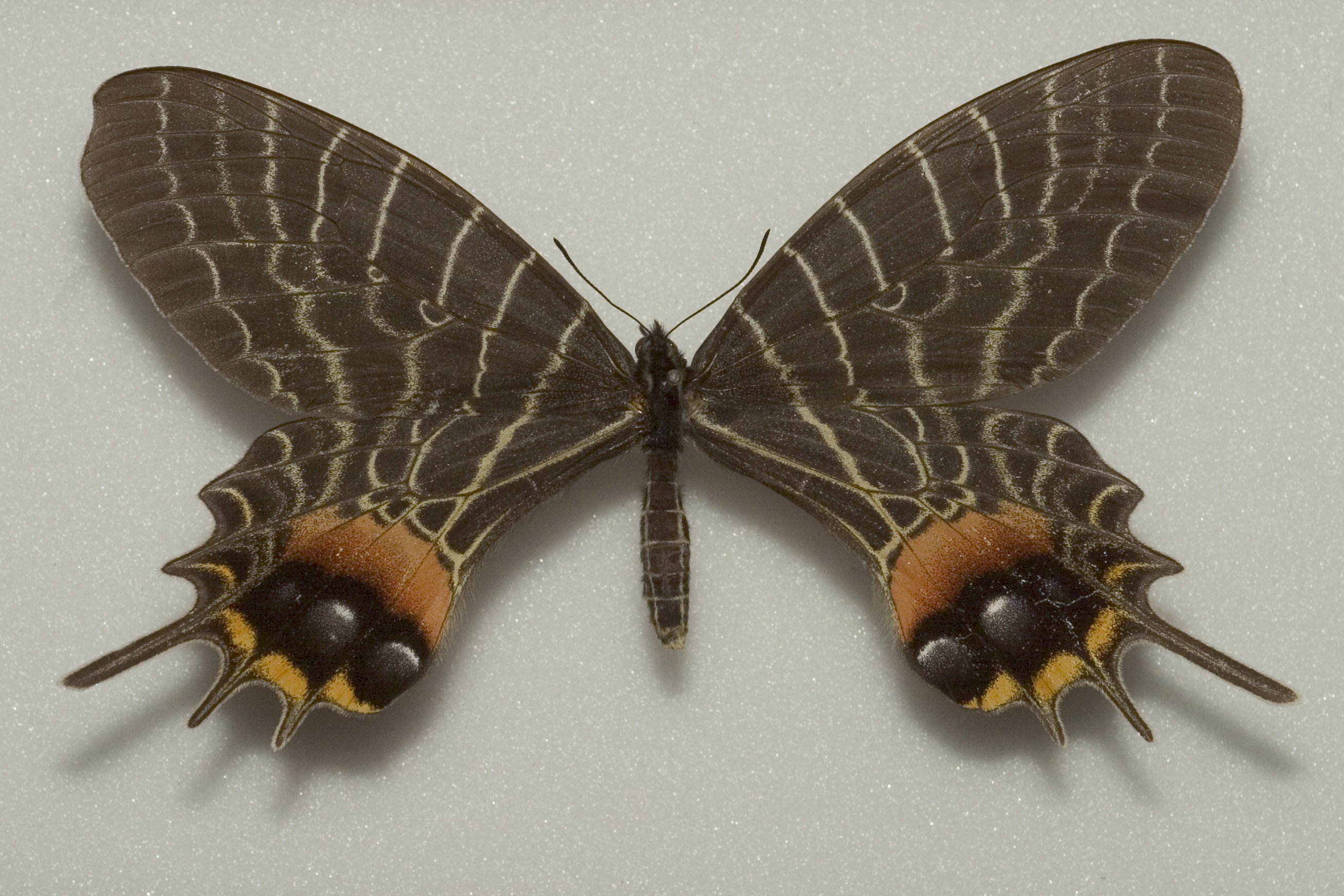
Bhutanitis lidderdalii, tribo Zerythiini.